# Stephen Potter (officier)
Pour les articles homonymes, voir Stephen Potter.
Stephen Potter (26 décembre 1896 - 24 avril 1918) était un enseigne américain engagé dans l'aéronavale britannique pendant la Première Guerre mondiale.

## Biographie
Stephen Potter est né le 26 décembre 1896 à Saginaw, dans le Michigan. Il fréquente la Phillips Exeter Academy et fait ensuite partie de la deuxième unité de l'université Yale qui quitte l'université en avril 1917 pour s'engager dans l'aéronavale. Il s'entraîne avec la Volunteer Aerial Coast Patrol Unit No. 2 à Buffalo, dans l'État de New York, et est nommé Enseigne (ensign) le 2 novembre 1917. Il se porte immédiatement volontaire pour partir outre-mer et est affecté à l'école avancée de Montchic, en Gironde, en France. Il est ensuite affecté à la base aéronavale britannique de Felixstowe, en Angleterre.
Le 25 avril 1918, il quitte la station de la mer du Nord en compagnie d'un autre avion. Ils repèrent deux hydravions allemands, dont l'un est piloté par l'Oberleutnant zur See Friedrich Christiansen et l'observateur Bernhard Wladika, qui se dirigent vers eux à environ 10 km du North Hinder Light. Cinq autres avions allemands les rejoignent et, ensemble, les sept combattants allemands attaquent les deux avions britanniques. Potter est tué lorsque son avion est abattu par Wladika, l'observateur de Christiansen, au cours de l'action qui s'ensuit.

## Hommage
L'US Navy a nommé, en son honneur, un destroyer de la classe Fletcher ayant servi pendant la Seconde Guerre mondiale et la guerre de Corée: l'USS Stephen Potter (DD-538).

## Source
- (en) Cet article est partiellement ou en totalité issu de l’article de Wikipédia en anglais intitulé « USS Stephen Potter » (voir la liste des auteurs).